# 中繼投手
中繼投手（Middle relief pitcher，簡稱：MRP）廣義上是在棒球比賽中，接替先發投手之後、在終結者之前上場的投手，此時佈局投手被包含在中繼投手內。但狹義上是先發投手之後、終結者及佈局投手登板之前登場的投手。
中繼投手由於比賽時在休息區休息，有必要時才會到俗稱為牛棚的練投區練球，因此他們有時會被暱稱為「牛棚」。

## 中繼投手的功能
中繼投手的功用主要是避免先發投手用球數過多、過度疲勞，或者接替表現不佳或受傷的先發投手，使球隊有更多贏球的機會，或化解先發或前一任中繼投手留下的失分危機，以圖將失分傷害減低，而中繼投手在任務上又分為長中繼、短中繼及所謂的一人投手。

## 長中繼投手
長中繼投手是體力及續航力均佳，通常是先發投手因故提早退場即登板，負責消化局數。這種戰力相當兩極化，其中一種長中繼必須在比分接近時，使敵方攻勢無法發揮；而另一種則是於己方落後，且分數無法追趕時登板以消耗局數，避免消耗陣中實力或心理素質較佳之隊友的體力，以利投手調度，也使能力較弱需磨練的非主力投手有登板實戰機會，這樣的投手又稱為「敗戰處理投手」。

## 短中繼投手
短中繼則為主力中繼，多半是救火員的角色。
短中繼投手中另有一種是專門派來應付一個打席的投手，名為「一人投手」，通常是球團派來專門對付特定左打的左投手，見一人左投。